# 肥前飯田駅
肥前飯田駅（ひぜんいいだえき）は、佐賀県鹿島市大字飯田にある、九州旅客鉄道（JR九州）長崎本線の駅である。

## 歴史
- 1934年（昭和9年）4月16日：鉄道省の駅として開設[2]。飯田駅と区別するため肥前飯田（ひぜんいいだ）となった。
- 1962年（昭和37年）2月15日：貨物取扱廃止[2]。
- 1972年（昭和47年）4月1日：荷物扱い廃止[2][3]。無人駅化[4]。
- 1987年（昭和62年）4月1日：国鉄分割民営化に伴い、JR九州に移管[2]。
- 2022年（令和4年）9月23日：当駅を含め、肥前浜駅 - 長崎駅間が非電化となる。

## 駅構造
島式ホーム1面2線を有する地上駅。上り線を通過線とする1線スルー構造となっている。ホームは2022年9月22日まで入線していた817系に合わせて2両分が嵩上げされている。駅舎は無く、入口とホームとの間は階段で繋がっている。無人駅。

### のりば
| のりば | 路線      | 方向 | 行先           |
| ------ | --------- | ---- | -------------- |
| 1・2   | ■長崎本線 | 下り | 諫早・長崎方面 |
| 1・2   | ■長崎本線 | 上り | 江北方面       |

## 利用状況
2016年度の1日平均乗車人員は48人である。
2017年度分から非公表。
| 年度   | 1日平均 乗車人員 |
| ------ | ---------------- |
| 2000年 | 105              |
| 2001年 | 102              |
| 2002年 | 83               |
| 2003年 | 71               |
| 2004年 | 65               |
| 2005年 | 68               |
| 2006年 | 62               |
| 2007年 | 56               |
| 2008年 | 55               |
| 2009年 | 57               |
| 2010年 | 58               |
| 2011年 | 49               |
| 2012年 | 43               |
| 2013年 | 41               |
| 2014年 | 45               |
| 2015年 | 50               |
| 2016年 | 48               |

## 駅周辺
- 飯田漁港
- 国道207号 - 駅の東側（有明海寄り）を長崎本線に並行して通っている。
- 佐賀県道231号肥前飯田停車場線 - 駅出入口と国道207号の間の約100mを結ぶ。
- 祐徳バス「飯田」バス停 - 駅の東側、国道207号上の飯田川河口付近にある。駅から約200m。鹿島バスセンター - 竹崎港間の運行。

## 隣の駅
九州旅客鉄道（JR九州）
■長崎本線
肥前七浦駅 - 肥前飯田駅 - 多良駅